# Abdallah Bah
Pour les articles homonymes, voir Bah.
Abdallah Bah est un footballeur guinéen né le 30 novembre 1975 à Dakar au Sénégal. Son poste de prédilection est gardien de but. Il mesure 1,83 m et il pèse 68 kg.

## Biographie
Il a joué son 1er match en D1 le 7 février 1995 lors de la rencontre Le Havre - Nice (0-0).
Bah a été formé à l'OGC Nice. Il officie comme troisième gardien et joue essentiellement avec l'équipe de CFA. À la suite d'une série de blessures des gardiens, Bah débute dans le championnat de France de D1 au Havre.
International guinéen de 1998 à 2004, il participe notamment à la Coupe d'Afrique des Nations en 2004 comme gardien remplaçant.
Mais en tant que joueur hors-communautaire, l'OGCN ne peut le garder dans ses rangs pour pouvoir recruter. Il signe à l'Ile Rousse en CFA où il restera deux ans. En 1998, il signe à Mérida, un club de D2 espagnole puis rejoint l'Angleterre avec le club de Leyton Orient. Durant la saison 1999/2000, il porte les couleurs de l'équipe américaine de DC United. Revenu en France en 2001, il rejoint à nouveau l'O.G.C. Nice où il joue pendant deux ans avec l'équipe réserve. Durant la saison 2005/2006, il rejoint le club de Raon-l'Étape en National où il officie comme gardien remplaçant. Il retourne ensuite sur la Côte d'Azur où il évolue durant trois saisons avec La Trinité en CFA 2.
Il tient, depuis 2009, le restaurant africain Sundeen, à Nice, spécialisé dans les grillades au barbecue[réf. nécessaire].
Il est aussi père de deux enfants, dont un est formé à l'OGC Nice, en tant que gardien[réf. nécessaire].

## Carrière en club
- 1994-1997 : OGC Nice  France 3 matchs en D1
- 1997-1998 : Île Rousse  France CFA
- 1998-1999 : CP Mérida  Espagne
- 1999-2000 : Leyton Orient  Angleterre puis DC United  États-Unis
- 2001-2003 : OGC Nice  France 14 matchs en CFA
- 2005-2006 : Raon l'Étape  France 3 matchs en National  France
- 2006-2009 : La Trinité FC  France CFA 2  France

## Carrière internationale
2 sélections avec l'équipe de Guinée